# Ил Сантисимо (Болоња)
Ил Сантисимо (итал. Il Santissimo) је насеље у Италији у округу Болоња, региону Емилија-Ромања.
Према процени из 2011. у насељу је живело 40 становника. Насеље се налази на надморској висини од 17 м.